# دزبل
دزبل (به چکی: Dzbel) یک منطقهٔ مسکونی در جمهوری چک است که در ناحیه پروستییوو واقع شده‌است. دزبل ۷٫۴۴ کیلومتر مربع مساحت و ۲۸۳ نفر جمعیت دارد و ۴۹۳ متر بالاتر از سطح دریا واقع شده‌است.